# Moses Pergament
Pour les articles homonymes, voir Pergament.
Œuvres principales
- 4 quatuors à cordes (1922-1975)
- Den judiska sången (symphonie chorale, 1944)
- Concerto pour violon (1948)
- 2 concertos pour piano (1952-1975)
- Musique du film Barabbas (1953)
...
Moses Pergament, né le 21 septembre 1893 à Helsinki (Finlande ; alors Grand-duché de Finlande, Empire russe) et mort le 5 mars 1977 à Stockholm (Suède), est un compositeur, chef d'orchestre et critique musical suédois d'origine finlandaise.

## Biographie
Moses Pergament étudie la musique entre autres au Conservatoire de Saint-Pétersbourg (1908-1912), à l'Université d'Helsinki (1913-1915), à l'Université de Stockholm (1919) et au Conservatoire Stern de Berlin (1921-1923). Installé en Suède, il obtient en 1918 la citoyenneté suédoise et devient en 1952 membre de l'Académie royale de musique de Suède.
Compositeur de musique classique principalement, on lui doit notamment quatre quatuors à cordes, un concerto pour violon, deux concertos pour piano, la symphonie chorale intitulée Den judiska sången, ou encore des pièces diverses pour chœur a cappella.
Il est également l'auteur des musiques de trois films suédois, les deux premiers sortis en 1940 et 1944 ; le troisième est Barabbas d'Alf Sjöberg (1953, avec Ulf Palme dans le rôle-titre).
Durant sa carrière, Moses Pergament est par ailleurs chef d'orchestre (et de chœur), ainsi que critique musical au Svenska Dagbladet à partir de 1923.
Il est le fere de Simon Pergament et l'oncle de la compositrice et pianiste Erna Tauro (1916-1993).

## Compositions

### Musique classique (sélection)
- 1917 : Duo pour violon et violoncelle op. 28
- 1920 : Sonate pour violon et piano
- 1921 : Krelantems och Eldeling, musique de ballet pour orchestre
- 1922 : Quatuor à cordes n° 1
- 1935 : Rhapsodie hébraïque pour orchestre
- 1941 : Rhapsodie suédoise pour orchestre
- 1944 : Den judiska sången (« le chant juif »), symphonie chorale pour solistes, chœurs et orchestre
- 1948 : Concerto pour violon et orchestre
- 1952 : Quatuor à cordes n° 2 ; Concerto n° 1 pour piano et orchestre
- 1954 : Concerto pour deux violons et orchestre de chambre
- 1955 : Concerto pour violoncelle et orchestre
- 1956 : Cinq sketches pour quatuor à cordes
- 1961 : Sonate pour violon solo
- 1964 : Concerto pour alto et orchestre
- 1967 : Quatuor à cordes n° 3
- 1968 : Sonate pour flûte et piano
- 1975 : Quatuor à cordes n° 4 ; Concerto n° 2 pour piano et orchestre

### Musiques de films (intégrale)
- 1940 : Med livet som insats (sv) d'Alf Sjöberg
- 1944 : La Sorcière (sv) (Flickan och Djävulen) d'Hampe Faustman
- 1953 : Barabbas d'Alf Sjöberg

## Distinctions (sélection)
- 1967 : Medaljen för tonkonstens främjande (« médaille de la promotion musicale ») décernée par l'Académie royale de musique de Suède.